# Državna cesta D541
D232 je državna cesta u Hrvatskoj. Ukupna duljina iznosi 5,46 km.

## Naselja
- Veliki Modruš Potok
- Culibrki
- Kučevice